# Glenys Kinnock
Glenys Kinnock (n. 7 iulie 1944, Roade⁠(d), West Northamptonshire⁠(d), Anglia, Regatul Unit – d. 3 decembrie 2023, Londra, Anglia, Regatul Unit) a fost un om politic britanic, membru al Parlamentului European în perioadele 1994-1999, 1999-2004 și 2004-2009 din partea Regatului Unit.